# Споменик природе Комплекс церових стабала на месту званом Рашковска река – Дубља
Споменик природе Комплекс церових стабала на месту званом Рашковска река – Дубља, на катастарској општини Плакаоница, општина Лепосавић, на Косову и Метохији, представља споменик природе од 1987. године. Заштићено подручје са комплексом стабала цера (Quercus cerris L.) је на површини од непуна два хектара.

## Решење - акт о оснивању
Решење о стављању под заштиту објеката природе бр. 172 - СО Лепосавић. Службени лист САПК бр. 1/88.